# Vodní elektrárna Práčov
Vodní elektrárna Práčov je vodní elektrárna, která leží v Železných horách u Práčova. Do provozu byla uvedena v roce 1953 a je zde nainstalovaná Francisova turbína s výkonem 9750 kW. Elektrárna je provozována ve špičkovém režimu. 

## Přivaděč
Vtok přivaděče o kapacitě 12 m³/s je vyveden přímo z tělesa hráze 851 m dlouhou raženou štolou po levém břehu a přechází v železobetonové potrubí dlouhé 2288 m, které ústí v rovněž železobetonové vyrovnávací komoře ve vodárenské věži na Práčově o výšce 57,9 m. Komora má kruhový půdorys a tvar písmene T. Její hlavní část ve výšce 17 m má průměr 7,75 m, spodní 2 m. Z věže vede pod silnicí Svídnice-Práčov ocelové potrubí o průměru 2 m do elektrárny, umístěné na levém břehu vyrovnávací nádrže Křižanovice II.